# Brotorp, Säffle kommun
Brotorp är en tätort i Säffle kommun, strax nordost om Värmlandsbro. Bebyggelsen var fram till 2015 en del av tätorten Värmlandsbro. Vid avgränsningen 2015 delades den tätorten varvid denna ytmässigt mindre del övertog tätortskoden (och SCB bibehöll namnet Värmlandsbro), medan bebyggelsen i själva Värmlandsbro avgränsades till en småort.   

## Befolkningsutveckling
| Befolkningsutvecklingen i Brotorp/Värmlandsbro 2015–2020 | Befolkningsutvecklingen i Brotorp/Värmlandsbro 2015–2020 | Befolkningsutvecklingen i Brotorp/Värmlandsbro 2015–2020 | Befolkningsutvecklingen i Brotorp/Värmlandsbro 2015–2020 | Befolkningsutvecklingen i Brotorp/Värmlandsbro 2015–2020 |
| -------------------------------------------------------- | -------------------------------------------------------- | -------------------------------------------------------- | -------------------------------------------------------- | -------------------------------------------------------- |
|                                                          |                                                          |                                                          |                                                          |                                                          |
| År                                                       |                                                          |                                                          | Folkmängd                                                | Areal (ha)                                               |
| 2015                                                     | 2015                                                     |                                                          | 273                                                      | 22                                                       |
| 2020                                                     | 2020                                                     |                                                          | 285                                                      | 22                                                       |
| Anm.: En rest från tätorten Värmlandsbro 2015.           |                                                          |                                                          |                                                          |                                                          |